# Жосан Анатолій Миколайович
Анатолій Миколайович Жосан (8 листопада 1959, Херсон, УРСР, СРСР) — радянський  футболіст, український арбітр, майстер спорту України, заслужений працівник фізичної культури і спорту України.

## Ігрова кар'єра
Майже всю свою ігрову кар'єру присвятив місцевому клубові «Кристал» (Херсон), за який провів рекордну для клуба кількість матчів — 398 (або 399) та забив рекордну для клуба кількість голів — 75 (або 74). Був капітаном херсонської команди.

Останній рік в ігровій кар'єрі провів за аматорський клуб «Меліоратор» (Каховка).

Статистика гравця
| Сезон | Клуб                 | Матчі | Голи |
| ----- | -------------------- | ----- | ---- |
| 1979  | Кристал (Херсон)     | 1     | 0    |
| 1981  | Кристал (Херсон)     | 41    | 4    |
| 1982  | Кристал (Херсон)     | 43    | 2    |
| 1983  | Кристал (Херсон)     | 48    | 10   |
| 1984  | Кристал (Херсон)     | 36    | 7    |
| 1985  | Кристал (Херсон)     | 36    | 7    |
| 1986  | Кристал (Херсон)     | 39    | 14   |
| 1987  | Кристал (Херсон)     | 46    | 4    |
| 1988  | Кристал (Херсон)     | 50    | 13   |
| 1989  | Кристал (Херсон)     | 51    | 13   |
| 1990  | Кристал (Херсон)     | 7     | 1    |
| 1991  | Меліоратор (Каховка) | ?     | ?    |

## Суддівська кар'єра
Після завершення кар'єри гравця Анатолій Жосан перекваліфікувався у футбольного арбітра. Перший свій матч в новому амплуа він провів 14 серпня 1994 року в Першій лізі сезону 1994/95 між командами «Динамо-2» (Київ) — «ФК Суми» (2:0).

Загалом протягом кар'єри провів 208 матчів в першій та Прем'єр-лігах (в останній провів 77 матчів; за іншими даними — 134, що дозволяє Анатолієві Жосану обійняти 10-11 місце, спільно з Ігорем Хібліном, в перелікові Клуба Сергія Татуляна). Анатолій Жосан є єдиним українським арбітром Національної категорії, який обслуговував ігри першої та вищої ліг чемпіонатів України.

На даний момент є директором спеціалізованої дитячо-юнацької школи олімпійського резерву з футболу «Кристал».

## Нагороди
Має звання майстра спорту України.

1 грудня 2011 року указом Президента України за вагомий особистий вклад в розвиток вітчизняного футболу, досягнення високих спортивних результатів, багаторічну добросовісну роботу та з нагоди 20-річчя Всеукраїнської спортивної громадської організації «Федерація футболу України» отримав звання заслужений працівник фізичної культури і спорту України.